# Trattato di Montpellier
Il trattato di Montpellier (o pace di Montpellier) fu un concordato siglato a Montpellier il 18 ottobre 1622 tra re Luigi XIII di Francia ed il duca Enrico II di Rohan.
Il trattato pose fine alle ostilità tra i realisti francesi e gli ugonotti. Tale trattato confermò il precedente editto di Nantes, ovvero consentiva agli ugonotti di mantenere molte delle proprie roccaforti militari oltre alla non persecuzione del loro credo religioso.